# Torres (apellido)
Torres es un apellido toponímico. Proviene de torre (latín, turris) aunque según el blog Myheritage podría también tener raíces árabes ya que aparece en dicho listado, Torres pronunciado en árabe توريس(turis) también se podría asociar al castillo de Turís de valencia conocido localmente  como (el castellet) es una fortaleza de origen árabe.[cita requerida] El apellido Torres es muy antiguo, anterior a los siglos XIV y XV. Formas compuestas del apellido Torres son: Torradella, Torralbò, Torrebadell, Torrella, entre otros.
Según los últimos datos de 2023 de INE (Instituto Nacional de Estadística), en España habría en torno a unas 175.000 personas con el apellido Torres. El número aún más grande en México con una población de 1.029.371 personas con este apellido. El país donde es más común es Ecuador, con una incidencia de 133.254 personas, ubicándose como el octavo apellido más común del país.

## Origen
El escudo que se representa en rojo con cinco torres de oro puestas en aspa, es el escudo de armas de la Casa de Torres de Castilla perteneciente a Los Doce Linajes de Soria y casas de Andalucía, sobre todo de las nobles casas de Sevilla y Granada (Torres-Villarreal). A los descendientes se les otorgó el privilegio de colocar sobre sus armas una corona, "Que por cuanto son del linaje del Rey...".
Es originario de Castilla y las primeras referencias de este apellido se remontan al siglo XI. En el escudo se representa en azul, cinco torres de plata puestas en aspa y al timbre corona real abierta. Según la región de donde sea la familia, puede presentar variantes. 